# ویتور ریس (بازیکن فوتبال، زاده مارس ۲۰۰۶)
ویتور ریس (انگلیسی: Vitor Reis؛ زادهٔ ۱۱ مارس ۲۰۰۶) بازیکن فوتبال اهل برزیل است که در حال حاضر برای باشگاه فوتبال اتلتیکو مینیرو بازی می‌کند. 
وی همچنین در تیم‌های ملی فوتبال زیر ۱۶ سال برزیل و زیر ۱۷ سال برزیل بازی کرده است.